# Rick McCallum
Rick McCallum (Heidelberg, 24 agosto 1954) è un produttore cinematografico e produttore televisivo statunitense.
È noto per il suo lavoro nei prequel di Guerre stellari, dell'edizione speciale della saga e nella serie televisiva Le avventure del giovane Indiana Jones. Ha lavorato a lungo con il regista George Lucas.
A differenza di altri produttori, a McCallum piace molto girare in esterni, in quanto gli piace la sensazione di non aver le cose sotto controllo.

## Filmografia

### Come attore
- Appare in un cameo nel primo prequel di Guerre stellari, Star Wars - Episodio I - La minaccia fantasma. Interpreta un membro della corte di Naboo.

### Produttore
- Le avventure del giovane Indiana Jones (The Adventures of Young Indiana Jones) (1992-1993)
- Guerre stellari (Edizione speciale) (1997)
- L'Impero colpisce ancora (Star Wars: Episode V - The Empire Strikes Back) (Edizione speciale) (1997)
- Il ritorno dello Jedi (Star Wars: Episode VI - Return of the Jedi) (Edizione speciale) (1997)
- Star Wars - Episodio I - La minaccia fantasma (Star Wars: Episode I - The Phantom Menace) (1999)
- Star Wars - Episodio II - L'attacco dei cloni (Star Wars: Episode II - Attack of the Clones) (2002)
- Star Wars: Clone Wars (2003)
- Star Wars - Episodio III - La vendetta dei Sith (Star Wars: Episode III - Revenge of the Sith) (2005)
- Red Tails, regia di Anthony Hemingway (2012)
- A United Kingdom - L'amore che ha cambiato la storia, regia di Amma Asante (2016)